# كارمين ميراندا
كارمين ميراندا (بالإسبانية: Carmen Miranda)‏ (6 فبراير 1971 في إسبانيا - ) هي لاعبة كرة طائرة إسبانيا. شاركت في الألعاب الأولمبية الصيفية 1992.

## وصلات خارجية
- كارمين ميراندا على موقع أوليمبيديا (الإنجليزية)